# Delavayella
Delavayella là một chi rêu trong họ Scapaniaceae.